# Russell Webb
Russell Webb (né le 1958 à Glasgow) est un bassiste, producteur et compositeur écossais, qui était membre des groupes The Skids, Public Image Ltd, Slik, The Armoury Show et a collaboré avec Richard Jobson, Virginia Astley et The Who.